# Little Waldingfield
Little Waldingfield – wieś w Anglii, w hrabstwie Suffolk, w dystrykcie Babergh. Leży 25 km na zachód od miasta Ipswich i 90 km na północny wschód od Londynu. Miejscowość liczy 350 mieszkańców.